# Horní Nětčice
Horní Nětčice település Csehországban, Přerovi járásban. Horní Nětčice Rakov, Vítonice, Dolní Nětčice, Žákovice, Paršovice és Býškovice településekkel határos. Lakosainak száma 232 fő (2024. január 1.).

## Népesség
A település lakosságának változását az alábbi diagram mutatja:
| Lakosok száma | 324  | 371  | 378  | 307  | 246  | 204  | 214  | 205  | 229  | 232  |
|               | 1869 | 1890 | 1921 | 1950 | 1980 | 2001 | 2017 | 2019 | 2022 | 2024 |